# موریستون (فلوریدا)
موریستون (به انگلیسی: Morriston) یک منطقهٔ مسکونی در ایالات متحده آمریکا است که در شهرستان لوی، فلوریدا واقع شده‌است. موریستون ۱٫۱ کیلومتر مربع مساحت و ۱۶۴ نفر جمعیت دارد و ۱۹٫۲ متر بالاتر از سطح دریا واقع شده‌است.